# Miklošičeva ulica (Maribor)

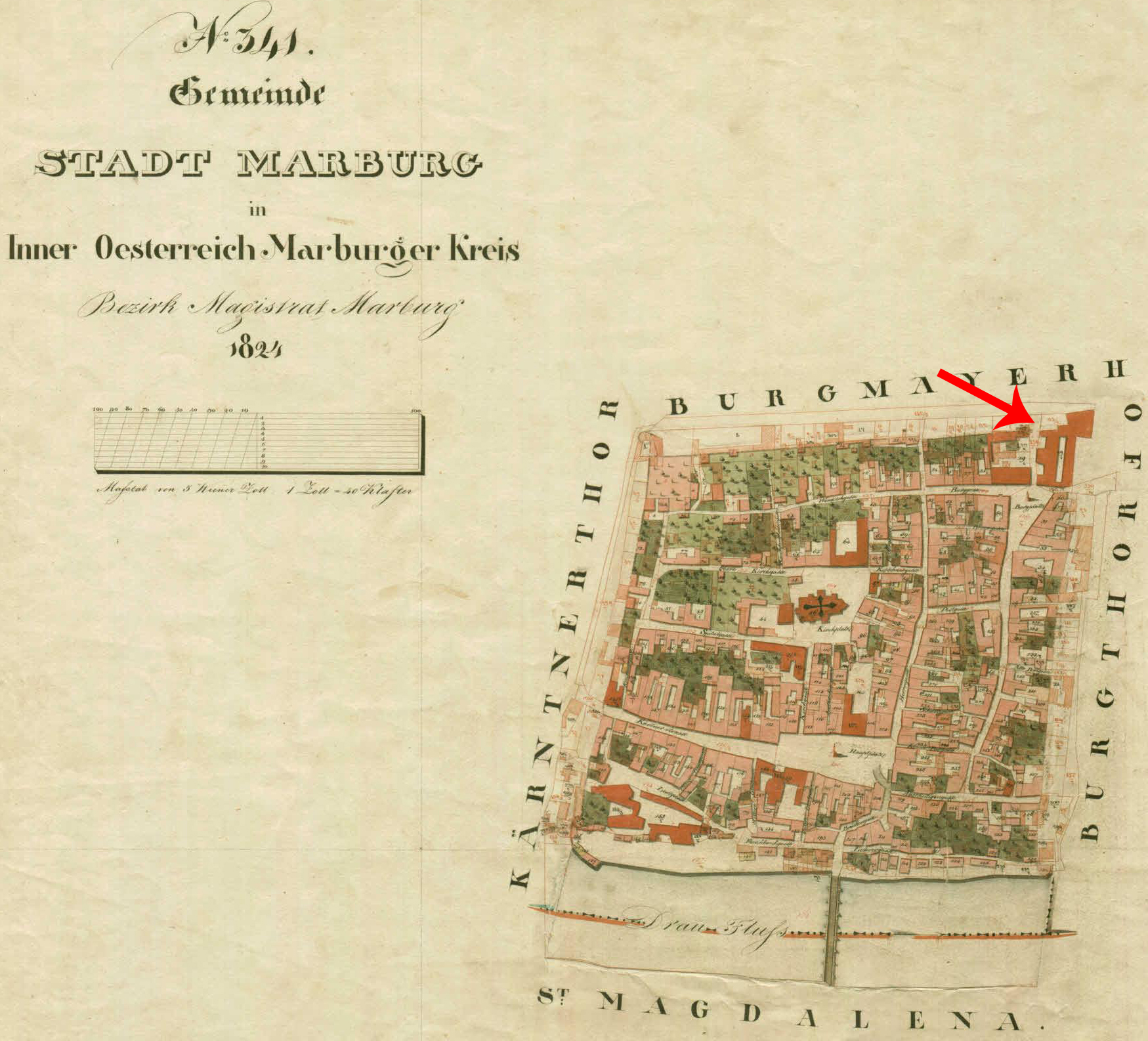
Obere Kirchgasse (heutige Miklošičeva ulica) auf dem Stadtplan Maribor 1824. Gekennzeichnet: die Stadtburg

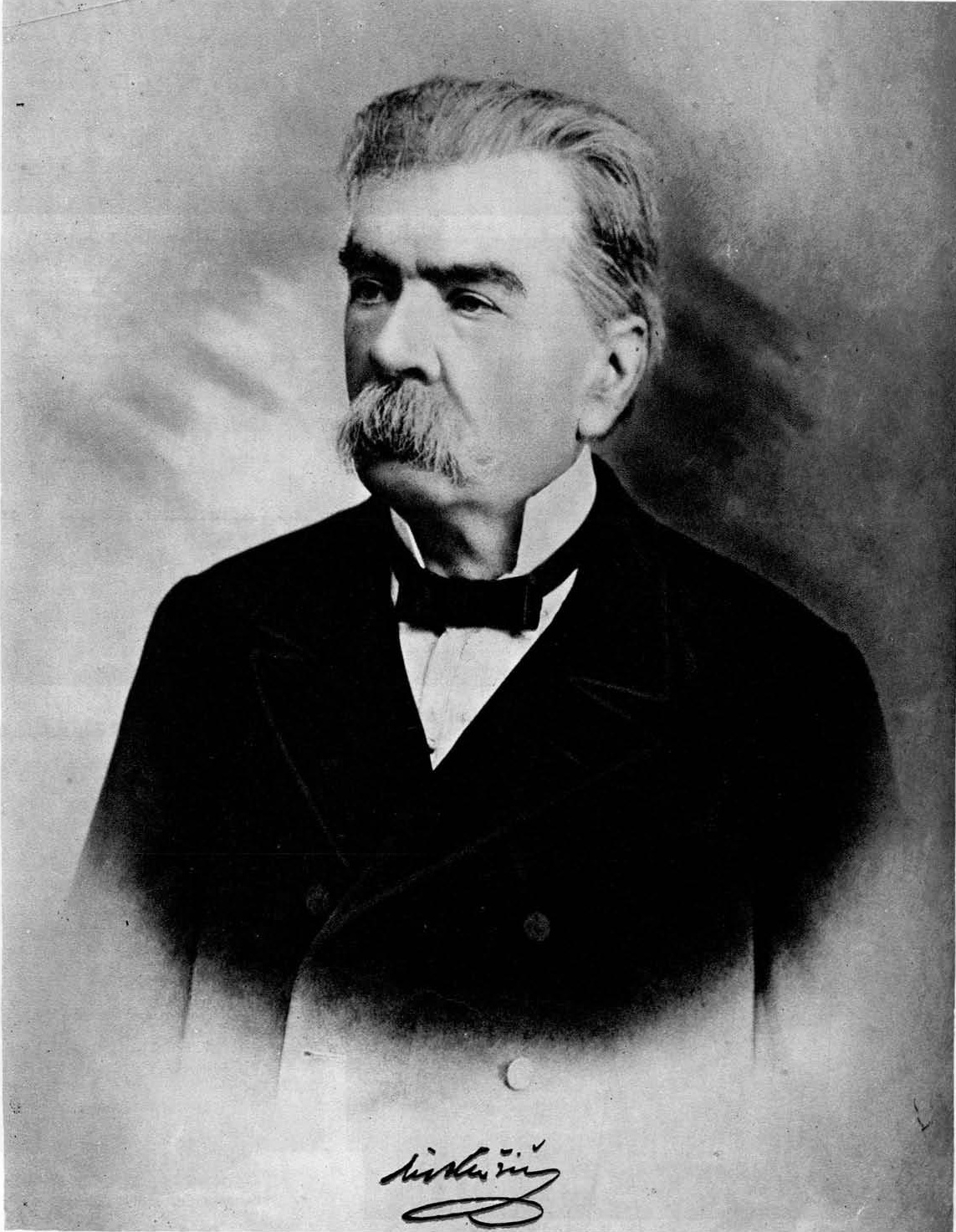
Fran Miklošič

Miklošičeva ulica (Miklosich-Gasse) ist der Name einer Straße in der Altstadt von Maribor, Slowenien. Sie ist benannt nach Franz von Miklosich (1813 bis 1891), einem österreichischen Slawistiker slowenischer Volkszugehörigkeit.

## Geschichte
Die Miklošičeva ulica ist erstmals 1760 als Kirchgasse bzw. Obere Kirchengasse dokumentiert. 1840 hieß sie Reben-Gasse, 1855 Grün-Gasse.
Nach Fertigstellung des Kasinogebäudes (heute Slowenisches Nationaltheater Maribor) im Jahr 1864 wurde die Straße 1869 in Kasinogasse umbenannt, da sie bis zur Regulierung des Domplatzes (heutiger Slomškovo trg) im Jahr 1891 bis zur Ecke der Gledališka ulica reichte.
Im Jahr 1919 und im Mai 1945 erhielt sie ihren heutigen Namen. Nach der deutschen Besetzung 1941 hieß sie vorübergehend wieder  Kasino-Gasse, wurde aber im selben Jahr nach dem österreichischen Dichter Ernst Goll (1887 bis 1912) in Ernst-Goll-Gasse umbenannt. Im Mai 1945 erhielt die Straße wieder die slowenische Bezeichnung Miklošičeva ulica.

## Lage
Die Straße verläuft von der nordwestlichen Ecke des Slomškov trg nach Westen bis zur Gospejna ulica.

## Bauten und Sehenswürdigkeiten
- Slomškov trg mit der Kathedrale von Maribor
- Slowenisches Nationaltheater Maribor
- Hauptgebäude der Universität Maribor (ehemaliges Sparkassen-Gebäude Maribor)